# فايفوغونا
بلدية فايفوغونا (بالإسبانية: Vallfogona) هي بلدية تقع في مقاطعة جرندة التابعة لمنطقة كتالونيا شمال شرق إسبانيا.

## الديموغرافيا
بلغ عدد سكان بلدية فايفوغونا 223 نسمة عام 2011 (وفقاً للمعهد الوطني الإسباني للإحصاء).
| 230 | 224 | 214 | 221 | 219 | 221 | 223 |